# DMGolf
DMGolf (Driver Mag Golf) était un magazine bimestriel français né en 2005. Édité par Kalipress, il se positionnait comme le magazine haut de gamme de la presse golfique française. Très marqué tests matériel et tourisme, il faisait également la part belle aux centres d'intérêt des golfeurs : actualités sportives, technique, lifestyle, vie des clubs, etc.
Il est édité à 44 750 exemplaires en 2011.
Le magazine collaborait avec les offices du tourisme des pays les plus golfiques. C'est en ce sens qu'il a mis en place, en 2011, l'année de l'Espagne, présentant dans chaque numéro jusqu'à quatre parcours hispaniques d'Andalousie, des Canaries ou encore des Baléares. 2012 était consacrée aux plus beaux terrains de golf de Tunisie.
La rubrique technique faisait appel à de nombreux intervenants tels que Dominique Larretche (consultant golf sur Canal +) et Stéphane Bachoz.
À partir de la rentrée 2012, DMGolf s'est décliné également en version numérique gratuite. Deux éditions par mois furent mises en ligne et proposaient les mêmes rubriques que la version papier mais avec un contenu souvent différent ou étendu.
Fin 2013 marque la fin de l'aventure DMGolf. Kalipress remplace son titre phare par iGolf (Inside-Golf), qui reprend les bases de DMGolf tout en opérant une montée en gamme, tant au niveau de la maquette que du contenu. Ce nouveau magazine, qui assume totalement la suite de DMGolf (son premier numéro est le n°66), voit le jour en mars 2014. Il est accompagné du site web inside-golf.fr, mis à jour quotidiennement.

## Autres infos
DMGolf était un magazine édité par la société Kalipress.
Les locaux de la rédaction se trouvent au 22 rue des Bas-Rogers, 92800, Puteaux